# Bastilla palpalis
Bastilla palpalis là một loài bướm đêm thuộc họ Erebidae. Loài này có ở châu Phi, bao gồm Sierra Leone và São Tomé.
Ấu trùng ăn các loài Phyllanthus.

## Phụ loài
- Bastilla palpalis palpalis
- Bastilla palpalis distincta (São Tomé)